# Renault R23
Der Renault R23 bzw. Renault R23B war ein Formel-1-Rennwagen, mit dem Renault an der Formel-1-Weltmeisterschaft 2003 teilnahm.
Stammfahrer waren der Italiener Jarno Trulli, der in seiner zweiten Saison im Team war, und der Spanier Fernando Alonso.

## Lackierung und Sponsoring
Der R23 ist in Hellblau, Dunkelblau und Gelb lackiert. Es werben Elf, Hanjin, Michelin und Mild Seven dem Fahrzeug.